# سیارک ۱۴۱۷
سیارک ۱۴۱۷ (به انگلیسی: 1417 Walinskia، نامگذاری:1937GH) هزار و چهارصد و هفدهمین سیارک کشف شده‌است که در ۱ آوریل ۱۹۳۷ و در هایدلبرگ کشف شد.
قدر مطلق سیارک برابر ۱۰٫۸۰ است.